# Zona Especial de Conservación Bajo Gállego

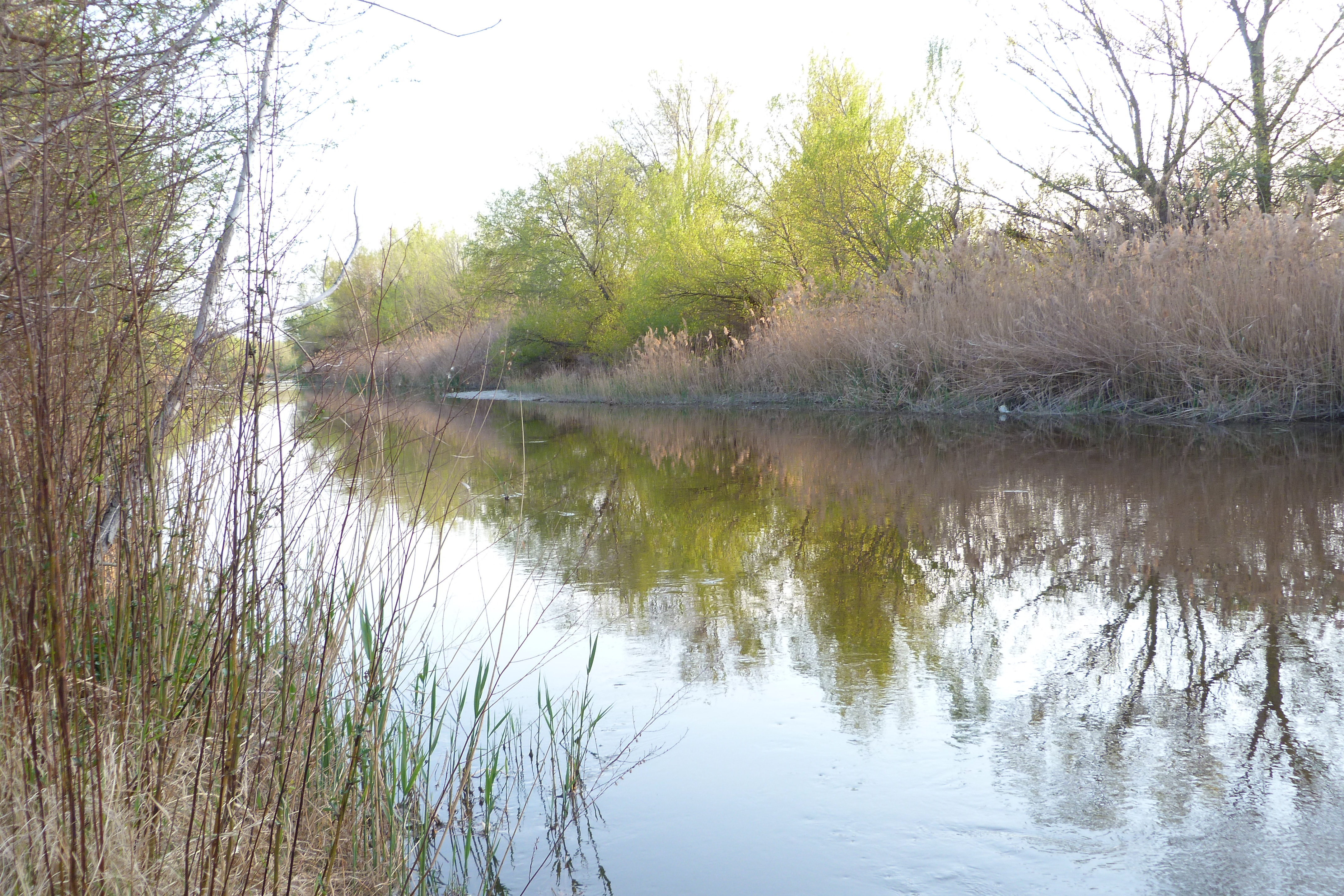
El río Gállego, en su tramo bajo cerca de su desembocadura en el Ebro.

La ZEC Bajo Gállego es una zona especial de conservación que cubre un tramo del río Gállego en la provincia de Zaragoza (Aragón, España). Abarca 1309,12 hectáreas desde Gurrea de Gállego hasta Montañana, donde comienza la zona antropizada en el entorno urbano de Zaragoza. 

## Historia
Incluye riberas de los términos municipales de Gurrea, Zuera, San Mateo de Gállego, Villanueva de Gállego y Zaragoza. Aunque el casco urbano de estas localidades se encuentra alejado de la ribera, existen algunas infraestructuras históricas en el curso fluvial como los azudes del Arrabal, de Urdán y de la Mejana.
Durante el siglo XX se fueron construyendo diferentes embalses aguas arriba, que supusieron alteraciones en el régimen fluvial del río. Particularmente, el desarrollismo español de la década de 1960 supuso importantes afecciones a la dinámica fluvial del río, que se usó como fuente de áridos y vertedero de escombros durante las obras que siguieron a la designación de Zaragoza como Polo de Desarrollo Industrial. El espacio protegido no incluye la desembocadura del río en Ebro, al ser la zona más afectada por la industria (destacando la presencia de una papelera tras el final de la zona declarada ZEC). 
La extracción de material fue parada en la década de 1990, aunque no se restauró el espacio donde se suman la limitada sedimentación por los embalses con la vulnerabilidad de ciertos tramos. Pese a ello, continuó siendo un ecosistema clave en la zona. Fue así designado como Lugar de Interés Comunitario en 2000 y confirmado en 2007 por su valor para la preservación de hábitats en Europa. Durante la década de 2010 se desarrollaron varias iniciativas para depurar los vertidos al río. En 2018 se planteó el desarrollo de rutas peatonales en la ribera.

## Descripción
Es espacio fluvial de interés que contiene dos peces endémicos en peligro (Parachondrostoma miegii y Cobitis calderoni). Es también clave para la conservación en la región de especies acuáticas protegidas como las tortugas Emys orbicularis y Mauremys leprosa, la nutria europea (Lutra lutra) y el castor europeo (Castor fiber).
Sus riberas forman meandros y sotos de ribera con álamos (Populus alba y Populus nigra), sauces (Salix alba), fresnos (Fraxinus) y olmos (Ulmus), además de arbustos de los géneros Salix y Tamarix. El espacio resultante es hábitat de especies protegidas como el topillo Microtus cabrerae y los insectos Cerambyx cerdo y Lucanus cervus.
El espacio sirve además significativamente de corredor biológico que conecta los diferentes hábitats de la zona, que de otra forma quedarían fragmentados. En los alrededores se encuentran varias ZEC adicionales como los Montes de Zuera, las Sierras de Alcubierre y Sigena, El Castellar y los Montes de Alfajarín - Saso de Osera. Estas zonas son sin embargo de carácter estepario, siendo la ribera del río la principal concentración de agua y vegetación en la zona. El espacio sirve así de zona de interés para un total de 63 especies de aves protegidas por la normativa europea.